# Смрт и њени хирови
Смрт и њени хирови (порт. As Intermitências da Morte, 2005) роман је португалског Нобеловца Жозеа Сарамага. 

## О књизи
У поноћ 1. јануара, у једној неименованој земљи, на мистериозан начин смрт престаје да посећује њене становнике. Од тог тренутка нико више не умире и одговор на ову невероватну појаву нису у стању да дају ни научни, ни државни, ни црквени ауторитети. Преко ноћи пропадају осигуравајућа друштва и погребници, прети банкрот пензијског система, а и хришћанско учење о васкрсењу озбиљно је доведено у питање... Како обични људи доживљавају смрт у овим околностима, на шта су, упркос првобитном усхићењу, спремни да би је се поново домогли – приповеда се у овом роману барокног стила и раскошне имагинације, још једној Сарамаговој алегорији која дотиче вечна питања човековог постојања, љубав, смрт, пролазност живота и трајност уметничког дела.